# The Ottoman Lieutenant
The Ottoman Lieutenant (turkiska: Osmanlı Subayı) är en turkisk-amerikansk romantisk krigsdramafilm från 2017, regisserad av Joseph Ruben och skriven av Jeff Stockwell. Huvudrollerna spelas av bland andra Michiel Huisman, Hera Hilmar, Josh Hartnett och Ben Kingsley.